# Pérou possible
 (février 2019).
Si vous disposez d'ouvrages ou d'articles de référence ou si vous connaissez des sites web de qualité traitant du thème abordé ici, merci de compléter l'article en donnant les références utiles à sa vérifiabilité et en les liant à la section « Notes et références ».
Pérou possible (en espagnol : Perú Posible) est un parti politique péruvien de tendance centriste fondé en 1994 par Alejandro Toledo, qui est président du pays de 2001 à 2006. Le parti est officiellement dissous en 2017 après avoir perdu son inscription électorale l'année précédente.

## Historique
Pérou possible a ses racines dans un parti politique antérieur, País Possible, qui a été fondé par l’économiste Alejandro Toledo en 1994. País Possible a recueilli 3% des suffrages lors de l’élection présidentielle de 1995.
Lors de l’élection présidentielle de 2000, Toledo s’est présenté comme candidat du Pérou possible. Après être arrivée deuxième derrière Alberto Fujimori au premier tour de scrutin, Toledo s’est retiré de la course et a demandé à ses partisans de voter blanc au second tour, les deux candidats n’ayant pas obtenu plus des 50% des voix exigées. Fujimori a été réélu au second tour.
Après que Fujimori ait prêté serment pour son troisième mandat, Toledo a conduit ses partisans à organiser une manifestation contre la corruption présumée de Fujimori. La manifestation est devenue violente, six personnes ayant été tuées le 28 juillet à l’intérieur d’une banque incendiée. En réponse aux allégations croissantes de corruption au sein de son administration, Fujimori a démissionné de son poste de président en novembre 2000.
Aux élections législatives du 8 avril 2001, le parti a obtenu 26,3% des suffrages et 45 sièges sur 120 au Congrès. Son candidat à la présidentielle du même jour, Alejandro Toledo, a obtenu 36,5% des voix et a remporté le second tour le 3 juin 2001 avec 53,1%.
Peu de temps après être devenu président, Toledo a conclu une alliance stratégique avec le Front moralisateur indépendant, dirigé par Fernando Olivera.
En 2004, Toledo a été accusé d’avoir falsifié certaines des signatures qui avaient été recueillies en son nom lors des élections de 2000. La police a conclu que 78 % des signatures avaient été falsifiées. Une enquête plus approfondie a révélé que les fausses signatures avaient été produites par la sœur de Toledo, qui a ensuite été placée en résidence surveillée.

## Élections de 2006
Aux élections législatives du 9 avril 2006, le parti n'a obtenu que 4% des suffrages et 2 sièges sur 120 au Congrès. Sous la bannière de son parti, le président Toledo tente de se représenter à deux reprises postérieurement. Il obtient 15,63 % des voix lors des élections générales de 2006
Selon Daniel Mora, l’une des causes qui a conduit Pérou possible à la débâcle était l’arrogance d’Alejandro Toledo. Le juge Abel Concha a décidé de lever le secret bancaire d’Alejandro Toledo, dans le cadre du procès pour corruption. Le 12 mars 2017, Pérou possible a été dissous à la suite de ses mauvais résultats aux élections générales de 2011 et 2016, ne recueillant respectivement que 1,3 % et 1,2 % au niveau national.

### Source
- (en) Cet article est partiellement ou en totalité issu de l’article de Wikipédia en anglais intitulé « Possible Peru » (voir la liste des auteurs).